# Gołkowice Górne
Gołkowice Górne (bis 29. Mai 1953 Gołkowice Polskie, deutsch Polnisch Golkowitz) ist eine Ortschaft mit einem Schulzenamt der Gemeinde Stary Sącz im Powiat Nowosądecki der Woiwodschaft Kleinpolen, Polen.

## Geographie
Der Ort liegt am rechten Ufer des Flusses Dunajec im Sandezer Becken (Kotlina Sądecka).
Die Nachbarorte sind Gołkowice Dolne im Norden, Moszczenica Niżna im Osten, Gaboń im Süden, Kadcza im Westen.

## Geschichte
Im Jahre 1276 wurde das Dorf Gołkowice von Kinga von Polen auf Deutsches Recht übertragen. Es gehörte ursprünglich zu den Klarissen in Stary Sącz. In den Jahren 1470–1480 hatte das Dorf Gołkowycze ein Vorwerk und ein Wirtshaus.
Schon im Jahre 1770 besetzten habsburgische Truppen das Dorf und es wurde an das Königreich Ungarn angeschlossen. Nach der Ersten Teilung Polens kam Gołkowice zum neuen Königreich Galizien und Lodomerien des habsburgischen Kaiserreichs (ab 1804).
Im Jahre 1783 wurden im Zuge Josephinischen Kolonisation deutsche Kolonisten verschiedener Konfessionen angesiedelt. Das Dorf Gołkowice wurde in zwei Teile getrennt: Gołkowice Polskie/Polnisch Golkowitz (heutige Gołkowice Górne) und Gołkowice Niemieckie/Deutsch Golkowitz (heutige Gołkowice Dolne). Im Jahre 1900 hatte das Dorf Gołkowice Polskie 442 Einwohner, davon 414 polnischsprachig, 28 deutschsprachig, 414 römisch-katholisch, und 39 anderer Glaube (überwiegend evangelisch).
1918, nach dem Ende des Ersten Weltkriegs und dem Zusammenbruch der k.u.k. Monarchie, kam Gołkowice Górne zu Polen. Unterbrochen wurde dies durch die Besetzung Polens durch die Wehrmacht im Zweiten Weltkrieg, während der es zum Generalgouvernement gehörte.
Von 1975 bis 1998 gehörte Gołkowice Górne zur Woiwodschaft Nowy Sącz.